# Ilyas
Ilyas (arabisch الياس) ist ein arabischer männlicher Vorname. Der Name geht auf Elias, die Latinisierung von altgriechisch Ἠλίας und hebräisch אֵלִיָּהוּ Elijáhu, zurück und stammt vom Propheten Elija aus dem Alten Testament. Er bedeutet „Mein Gott ist JHWH“.

## Herkunft und Bedeutung
Der Name Ilyas wird in mehreren Koranstellen für den Propheten Elijah verwendet, so in Sure 6:85 und Sure 37:125. Es handelt sich dabei um eine Ableitung aus dem griechischen Ελιας Elias.

## Namensträger
- Abdarrahim ibn Ilyas (Fatimide), Prinz der Fatimiden, Thronfolger
- Ali Ilyas (* 1979), irakischer Geistlicher, Baba Scheich der Jesiden
- Aqib Ilyas (* 1992), omanischer Cricketspieler
- Fahmi Ilyas (* 1992), malaysischer Rennfahrer
- Ibrahim Ilyas (* 2000), somalischer Fußballspieler
- Mansur ibn Ilyas, persischer Arzt und Anatom